# Lino Benech
Lino Benech (* 15. Oktober 1947 in Montevideo; † 30. Dezember 2022) war ein uruguayischer Radrennfahrer.

## Sportliche Laufbahn
Benech war Teilnehmer der Olympischen Sommerspiele 1972 in München. Im Mannschaftszeitfahren kam der Vierer aus Uruguay mit Jorge Jukich, Lino Benech, Alberto Rodríguez und Walter Tardáguila auf den 27. Rang. In der Uruguay-Rundfahrt wurde er 1972 6. Er startete für den „Club Ciclista Sauce“.